# Сунь Юйцзє
Сунь Юйцзє  (кит.: 孙 玉洁, нар. 10 серпня 1992) — китайська фехтувальниця, олімпійська чемпіонка.

## Виступи на Олімпіадах
| Олімпіада   | Дисципліна      | Місце |
| ----------- | --------------- | ----- |
| Лондон 2012 | шпага, особисті | 3     |
| Лондон 2012 | шпага, командні | 1     |
| Ріо 2012    | шпага, особисті | 17    |
| Ріо 2012    | шпага, командні | 2     |